# Musée Édouard Branly
Musée Édouard Branly (česky Muzeum Édouarda Branlyho) je muzeum shromažďující práci zakladatele rádiové komunikace Edouarda Branlyho (1844–1940). Nachází se v 6. obvodě v Paříži v Katolickém institutu na adrese Rue d'Assas č. 21.